# Hudson 112
Hudson 112 – samochód osobowy produkowany pod amerykańską marką Hudson w latach 1938–1939.

## Galeria

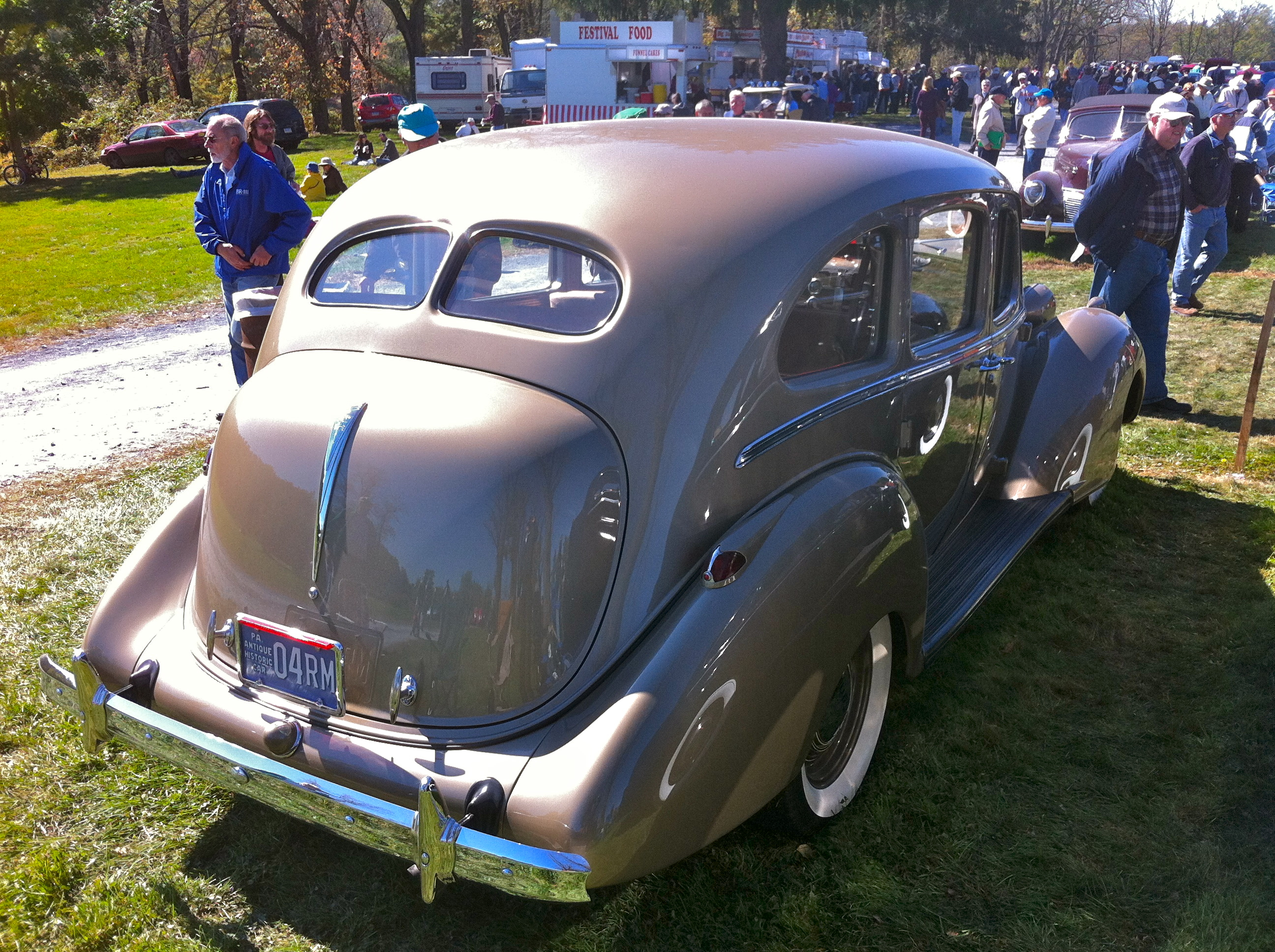
Hudson 112 - tył
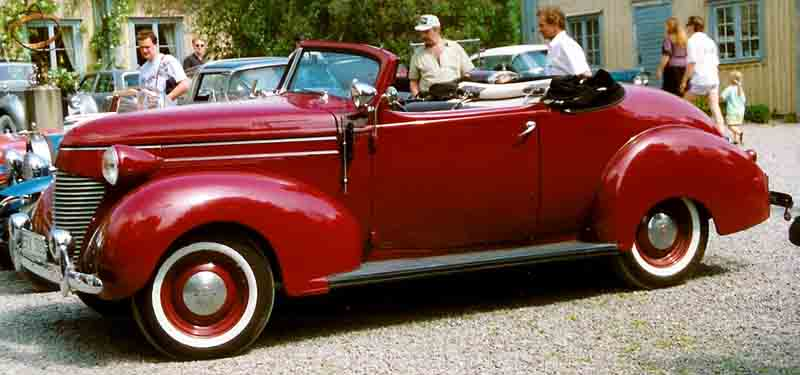
Hudson 112 Cabriolet